# Zhengxiang
Zhengxiang (en chino, 蒸湘; pinyin, Zhēngxiāng) es un distrito urbano bajo la administración directa de la Prefectura  Hengyang  en la Provincia de Hunan, República Popular China.  Su área es de 111 km² y su población total para 2010 superó los 298 mil habitantes. 

## Administración
Desde octubre de 2022, el Distrito Zhengxiang   se divide en 6 pueblos  administrados  en 4 subdistritos y 2  poblados.

## Toponimia
El topónimo Zhengxiang es la fusión de los nombres de los rios Zheng (蒸水) y Xiang (湘水) que bañan su territorio.